# 기요타촌 (야마나시현)
기요타촌(清田村)은 야마나시현 니시야마나시군에 있던 촌이다. 현재의 고후시 중심부의 동쪽 방향, 주오본선 사카오리역의 남동일대에 해당한다.

## 역사
- 1889년 7월 1일 - 정촌제 시행에 의해 기요타촌이 단독으로 지자체를 형성하였다.
- 1921년 7월 1일 - 구니사토촌과 합병해 다마모로촌이 성립하여, 동일 기요타촌은 폐지되었다.

## 참고문헌
- 角川日本地名大辞典 19 山梨県